# PAE Veria
Ne pas confondre avec le Veria NFC (en), club fondé en 2019.
Maillots
Le Podosfairiki Anonymi Etaireia Véroia (en grec moderne : Ποδοσφαιρική Ανώνυμος Εταιρεία Βέροια), plus couramment abrégé en PAE Veria, est un club grec de football fondé en 1960 et dissout en 2018, basé dans la ville de Véria, en Macédoine-Centrale.
En 2019, le Veria NFC (en) est fondé, dans le but de maintenir un club de football à Véria.

## Histoire
À l'issue de la saison 2016-2017, le PAE Veria est relégué en deuxième division. Le club connaît une crise financière importante et perd six points pour ne pas avoir pu payer deux de ses joueurs, Antonio Tomás et Roberto Battión (en). En février 2018, il est obligé de se retirer du championnat. Le 6 juillet 2018, le conseil de discipline de la première division de la Football League condamne le club, conformément au règlement du championnat sur le retrait d'un club à la mi-saison, à être relégué dans les divisions amateurs grecques, tout en commençant avec un retrait de six points,.
À l'été 2018, le club parvient à un accord avec l'Elpis Skoutari FC (en) afin que celui-ci transfère son siège social et change de nom, se nommant désormais Veria FC. Au cours de la saison 2018-2019 (en), il évolue en troisième division et termine champion de son groupe, parvenant à être promu en deuxième division. Le 17 juillet 2019, la création du Veria NFC (en) est annoncée. L'Elpis redevient quant à lui un club à part entière dès 2019.

### Historique
- 1960 : Ermis GS Veria,Vermio Veria et GAS Veria fusionnent.
- 1995 : PAE Veria
- 2018 : dissolution

## Palmarès et statistiques

### Palmarès
| Compétitions nationales | Compétitions internationales |
| - Championnat de Grèce D2 (3) : - Champion : 1965-66, 1969-70 et 1976-77. - Vice-champion : 1975-76 et 2011-12. - Championnat de Grèce D3 (3) : - Champion : 2004-05 et 2009-10. - Vice-champion : 1992-93 et 1995-96. - Championnat de Grèce D4 (1): - Champion : 2002-03. - Coupe de Grèce amateur (1) : - Vainqueur : 2002-03. | - Néant                      |

### Records individuels
|   | Nom                    | Matchs | Dates |
| - | ---------------------- | ------ | ----- |
| 1 | Giorgos Masadis        | 368    |       |
| 2 | Dimitris Papatzikos    | 367    |       |
| 3 | Sokratis Kousoulakis   | 360    |       |
| 4 | Nikos Tsirelas         | 358    |       |
| 5 | Panagiotis Michailidis | 338    |       |

|   | Nom                  | Buts | Dates     |
| - | -------------------- | ---- | --------- |
| 1 | Thomas Troupkos      | 55   |           |
| 2 | Thomas Papadopoulos  | 54   |           |
| 3 | Alexis Alexandris    | 53   | 1986-1991 |
| 4 | Lazaros Papadopoulos | 50   |           |
| 5 | Thomas Liolios       | 49   |           |

## Joueurs et personnalités du club

### Présidents du club
Le tableau suivant présente la liste des présidents du club depuis 1960.
| Rang | Nom                      | Période   |
| ---- | ------------------------ | --------- |
| 1    | Grigoris Kouteris        | 1960-1962 |
| 2    | Alexandros Kontopoulos   | 1962-1963 |
| 3    | Thomas Kallimpakas       | 1963-1965 |
| 4    | Vaggelis Triantafillidis | 1965-1966 |
| 5    | Antonis Tsirtopoulos     | 1966-1967 |
| 6    | Vaggelis Triantafillidis | 1967-1969 |
| 7    | Panagiotis Iordanou      | 1969      |
| 8    | Charis Papachrisanthou   | 1969-1970 |
| 9    | Giorgos Tsaleras         | 1970-1971 |
| 10   | Vaggelis Triantafillidis | 1971-1972 |
| 11   | Ilias Lazos              | 1972-1973 |
| 12   | Stathis Panagiotidis     | 1973-1974 |

| Rang | Nom                   | Période   |
| ---- | --------------------- | --------- |
| 13   | Thomas Kouteris       | 1974-1975 |
| 14   | Giannis Dimitrakakis  | 1975-1976 |
| 15   | Thomas Kouteris       | 1976      |
| 16   | Lakis Paschalidis     | 1976-1977 |
| 17   | Giorgos Fakas         | 1977-1978 |
| 18   | Michalis Karasavvidis | 1978      |
| 19   | Ilias Liatos          | 1978-1981 |
| 20   | Charis Savvidis       | 1981-1982 |
| 21   | Panagiotis Lekkas     | 1982-1985 |
| 22   | Stefanos Kasapis      | 1985-1987 |
| 23   | Thanasis Limpantsis   | 1987-1991 |
| 24   | Stelios Kiriakidis    | 1991-1993 |

| Rang | Nom                       | Période   |
| ---- | ------------------------- | --------- |
| 25   | Konstantinos Ygropoulos   | 1993      |
| 26   | Giorgos Terzis            | 1993      |
| 27   | Antonis Alexiadis         | 1993-1994 |
| 28   | Vasilis Tsamitros         | 1994-1998 |
| 29   | Alexis Kougias            | 1998      |
| 30   | Vasilis Tsamitros         | 1998-2001 |
| 31   | Thanasis Mpizetas         | 2001      |
| 32   | Konstantinos Gaivases     | 2001-2003 |
| 33   | Nikos Papadopoulos        | 2003-2005 |
| 34   | Giorgos Arvanitidis       | 2005-2015 |
| 35   | Theodoros Karipidis       | 2014-2016 |
| 36   | Konstantinos Papadopoulos | 2016-     |

### Entraîneurs du club
Le tableau suivant présente la liste des entraîneurs du club depuis 1960.
| Rang | Nom                         | Période   |
| ---- | --------------------------- | --------- |
| 1    | Charis Kreopolidis          | 1960-1961 |
| 2    | Nikos Paggalos              | 1961-1962 |
| 3    | Giannis Voskas              | 1962-1963 |
| 4    | Kostas Velliadis            | 1963-1965 |
| 5    | Sima Milovanov              | 1965-1967 |
| 6    | Antonis Kemanidis           | 1967      |
| 7    | Giovanni Varlen             | 1967-1968 |
| 8    | Franjo Pasmanji             | 1968-1969 |
| 9    | Kostas Velliadis            | 1969-1970 |
| 10   | Miljan Zeković              | 1970-1971 |
| 11   | Franjo Pasmanji             | 1971-1972 |
| 12   | Kostas Velliadis            | 1972-1973 |
| 13   | Predrag Milović             | 1973-1974 |
| 14   | Thanasis Loukanidis         | 1974      |
| 15   | Giorgos Tsintzoglou         | 1974-1976 |
| 16   | Giannis Zafeiropoulos       | 1976-1977 |
| 17   | Dobromir Zhechev            | 1977-1978 |
| 18   | Giorgos Tsintzoglou         | 1978      |
| 19   | Dimitris Kalogiannis        | 1978-1979 |
| 20   | Themis Theodoridis          | 1979      |
| 21   | Kostas Kefalidis            | 1979      |
| 22   | Kostas Hatzimichail         | 1979-1980 |
| 23   | Neotakis Loukanidis         | 1980-1981 |
| 24   | Giorgos Tsintzoglou         | 1981      |
| 25   | Predrag Milović             | 1981      |
| 26   | Thanasis Paggalos           | 1981-1982 |
| 27   | Stefanos Gaitanos           | 1982-1983 |
| 28   | Giorgos Chasiotis           | 1983      |
| 29   | Giorgos Tsintzoglou         | 1983-1984 |
| 30   | Stefanos Gaitanos           | 1984      |
| 31   | Achilleas Savvidis          | 1984      |
| 32   | P. Michailidis & G. Masadis | 1984-1985 |
| 33   | Telis Mpatakis              | 1985-1987 |
| 34   | Vladimír Táborský           | 1987-1988 |
| 35   | Kostas Karapatis            | 1988-1989 |
| 36   | Michalis Nousias            | 1989      |
| 37   | Tákis Nikoloúdis            | 1989      |
| 38   | Panagiotis Kermanidis       | 1989-1990 |
| 39   | Giorgos Tsintzoglou         | 1990      |
| 40   | Michalis Mpelis             | 1990-1991 |

| Rang | Nom                     | Période   |
| ---- | ----------------------- | --------- |
| 41   | Giorgos Tsintzoglou     | 1991      |
| 42   | Thanasis Loukanidis     | 1991      |
| 43   | Neotakis Loukanidis     | 1991      |
| 44   | Panagiotis Kermanidis   | 1991-1992 |
| 45   | Thanasis Dimitriadis    | 1992      |
| 46   | Nikolaos Karidas        | 1992      |
| 47   | Konstantinos Tsilios    | 1992-1993 |
| 48   | Neto Guerino            | 1993      |
| 49   | Giorgos Tsintzoglou     | 1993      |
| 50   | Michalis Nousias        | 1993-1994 |
| 51   | Makis Katsavakis        | 1994-1996 |
| 52   | Sorin Cârțu             | 1997      |
| 53   | Nikolaos Karidas        | 1997      |
| 54   | Stefanos Gaitanos       | 1997-1998 |
| 55   | Petros Ravousis         | 1998      |
| 56   | Aris Adaloglou          | 1998      |
| 57   | Giorgos Chatzaras       | 1998-1999 |
| 58   | Oleh Protasov           | 1999-2000 |
| 59   | Panagiotis Tsalouchidis | 2000      |
| 60   | Tasos Karagkiozopoulos  | 2000-2001 |
| 61   | Konstantinos Katsonis   | 2001      |
| 62   | Panagiotis Tsalouchidis | 2001-2003 |
| 63   | Ștefan Stoica           | 2003      |
| 64   | Periklis Amanatidis     | 2003-2004 |
| 65   | Giorgos Kikeridis       | 2004      |
| 66   | Panagiotis Tsalouchidis | 2004      |
| 67   | Dimitris Kalaitzidis    | 2004-2005 |
| 68   | Giorgos Kikeridis       | 2005      |
| 69   | Makis Katsavakis        | 2005      |
| 70   | Dimitris Kalaitzidis    | 2005-2006 |
| 71   | Stefanos Gaitanos       | 2005-2006 |
| 72   | Stojko Mladenov         | 2006      |
| 73   | Stefanos Gaitanos       | 2006-2007 |
| 74   | Dimitris Kalaitzidis    | 2006-2007 |
| 75   | Ratko Dostanić          | 2007      |
| 76   | Ioannis Matzourakis     | 2007-2008 |
| 77   | Dimitris Kalaitzidis    | 2007-2008 |
| 78   | Leonidas Yfantidis      | 2008      |
| 79   | Panagiotis Tsalouchidis |           |
| 80   | Vasilis Papachristou    | 2008-2009 |

| Rang | Nom                       | Période   |
| ---- | ------------------------- | --------- |
| 81   | Yórgos Kostíkos           | 2009      |
| 82   | Panagiotis Tsalouchidis   | 2009-2010 |
| 83   | Timotheos Kavakas         | 2010      |
| 84   | Apostolos Charalampidis   | 2010      |
| 85   | Soulis Papadopoulos       | 2010-2011 |
| 86   | Dimitris Kalaitzidis      | 2011-2012 |
| 87   | Makis Chavos              | 2012      |
| 88   | Nikolaos Karidas          | 2012      |
| 89   | Dimitris Kalaitzidis      | 2012-2013 |
| 90   | Goran Stevanović          | 2013      |
| 91   | Stefanos Gaitanos         | 2013      |
| 92   | Ton Caanen                | 2013      |
| 93   | Ștefan Stoica             | 2013      |
| 94   | Stefanos Gaitanos         | 2013      |
| 95   | Ratko Dostanić            | 2013-2014 |
| 96   | Jose Carlos Granero       | 2014-2015 |
| 97   | Stefanos Gaitanos         | 2015      |
| 98   | Yórgos Yeoryádis          | 2015-2016 |
| 99   | Dimítrios Eleftherópoulos | 2016      |
| 100  | Alekos Vosniadis          | 2016      |
| 101  | Thomas Grafas             | 2016-2017 |
| 102  | Ratko Dostanić            | 2017      |
| 101  | Apostolos Charalampidis   | 2017-2018 |

### Joueurs emblématiques du club
- Alexandros Alexandris
- Minas Hantzidis
- Pantelís Kafés
- Anastásios Mitrópoulos
- Antonis Natsouras
- Sávvas Poursaïtídis
- Ilias Solakis
- Panagiotis Tsalouchidis
- Loukás Výntra
- Oleg Protasov
- Stefano Seedorf
- William Edjenguele
- Franck Rolling
- Mohamadou Sissoko
- Amr Al-Halawani
- Eugen Neagoe
- Mustapha Kamal N'Daw
- Lucien Mettomo
- Serge Dié
- Franck Guela
- Frantz Bertin
- El Fardou Ben Nabouhane

## Équipementiers et sponsors principaux
| Period    | Kit Manufacturer | Shirt Partner            |
| --------- | ---------------- | ------------------------ |
| 1985–88   | Diadora          | Macle Jeans & Pro-Po     |
| 1996–97   | Lotto            | –                        |
| 1997–99   | Umbro            | Ksisto                   |
| 1999–00   | Adidas           | Laiko Lacheio            |
| 2000–05   | Umbro            | -                        |
| 2005–11   | Mitre            | Supermarchés Arvanitidis |
| 2011–12   | Nike             | Supermarchés Arvanitidis |
| 2012–13   | Hummel           | Lotto                    |
| 2013–14   | Kappa            | Lotto                    |
| 2014–15   | Kappa            | Joker                    |
| 2015–16   | Nike             | stoiximan.gr             |
| 2016–2017 | Givova           | Joker & Feta Voskopoula  |